# جنیفر وارنز
جنیفر وارنز (انگلیسی: Jennifer Warnes؛ زادهٔ ۳ مارس ۱۹۴۷) یک خواننده اهل ایالات متحده آمریکا است.
اجرای دو نفره جنیفر وارنز همراه جو کاکر با برای فیلم "افسر و آقا" در سال ۱۹۸۲ برنده جایزه اسکار بهترین ترانه شد.